# 167960 Rudzikas
167960 Rudzikas è un asteroide della fascia principale. Scoperto nel 2005, presenta un'orbita caratterizzata da un semiasse maggiore pari a 2,9958183 UA e da un'eccentricità di 0,0786288, inclinata di 9,76697° rispetto all'eclittica.